# Episodi di Trollhunters - I racconti di Arcadia (terza stagione)
| n° | Titolo originale              | Titolo italiano                 | Pubblicazione USA | Pubblicazione Italia |
| -- | ----------------------------- | ------------------------------- | ----------------- | -------------------- |
| 1  | A Night Patroll               | La ronda notturna dei troll     | 25 maggio 2018    | 25 maggio 2018       |
| 2  | Arcadia's Most Wanted         | Il più ricercato di Arcadia     | 25 maggio 2018    | 25 maggio 2018       |
| 3  | Bad Coffee                    | Pessimo caffè                   | 25 maggio 2018    | 25 maggio 2018       |
| 4  | So I'm Dating a Sorceress     | Così sto uscendo con una strega | 25 maggio 2018    | 25 maggio 2018       |
| 5  | The Exorcism of Claire Nuñez  | L'esorcismo di Claire Nuñez     | 25 maggio 2018    | 25 maggio 2018       |
| 6  | Parental Guidance             | Guida genitoriale               | 25 maggio 2018    | 25 maggio 2018       |
| 7  | The Oath                      | Il giuramento                   | 25 maggio 2018    | 25 maggio 2018       |
| 8  | For the Glory of Merlin       | Per la gloria di Merlino        | 25 maggio 2018    | 25 maggio 2018       |
| 9  | In Good Hands                 | In buone mani                   | 25 maggio 2018    | 25 maggio 2018       |
| 10 | A House Divided               | Una casa divisa                 | 25 maggio 2018    | 25 maggio 2018       |
| 11 | Jimhunters                    | Cacciatori di Jim               | 25 maggio 2018    | 25 maggio 2018       |
| 12 | The Eternal Knight: Episode 1 | Il cavaliere eterno: Parte 1    | 25 maggio 2018    | 25 maggio 2018       |
| 13 | The Eternal Knight: Episode 2 | Il cavaliere eterno: Parte 2    | 25 maggio 2018    | 25 maggio 2018       |

## La ronda notturna

### Trama
Con i troll nascosti ad Arcadia, Aarrrgh va sotto copertura tra i Gumm-Gumm, scoprendo che Gunmar è partito da Arcadia per scopi misteriosi, lasciando il comando a Usurna. Intanto Jim si fa addestrare da Strickler per uccidere Gunmar, ma é distratto da Douxie, suo rivale apparentemente infatuato di Claire. Una voce antica parla a Dictatious dal vecchio grammofono dell'Ordine di Giano.

## Il più ricercato di Arcadia

### Trama
Toby è in prima linea quando un troll scompare e la città subisce svariati furti. L'antica voce della Pallida Signora rifiuta di essere messa a tacere.
Nota: l'ultimo episodio di Anton Yelchin come voce di Jim Lake jr.

## Pessimo caffè

### Trama
Qualcosa di strano sta accadendo a scuola, dove gli insegnanti sono più agitati del solito. La malattia di Claire mostra effetti collaterali inquietanti.
Nota: il primo episodio di Emile Hirsch come voce di Jim Lake jr.

## Così sto uscendo con una strega

### Trama
Toby e Darcy chiedono a Jim e Claire un doppio appuntamento.  Gunmar ritorna dai suoi viaggi, dopo aver scoperto ciò che cercava: il modo per portare la Notte Eterna sul mondo. Sfortunatamente, Claire viene posseduta dalla Pallida Signora, il cui vero nome si scopre essere Morgana le Fay.

## L'esorcisno di Claire Nuñez

### Trama
Mentre Gunmar cerca il Bastone di Avalon, scoprendo che esso si trova nella tomba di Merlino, Jim e Toby si dirigono nel Regno delle Ombre per salvare lo spirito di Claire e riportarlo nel suo corpo, prima che sia troppo tardi e la Regina Eldritch la possieda per sempre.

## Guida genitoriale

### Trama
Quando l'ossessione artistica di Barbara la porta a ricordare il Mercato dei troll, chiede a Jim di dire a lei, alla nonna di Toby e ai genitori di Claire la verità.  Dictatious rivela i piani di Gunmar per la Notte Eterna, rivelando inoltre che Gunmar ha resuscitato Angor Rot. Dopo l'attacco dei goblin, Claire cade nel regno delle ombre e scopre che Angor Rot è tornato, insieme al modo per raggiungere la tomba di Merlino: rompere l'amuleto di Jim.

## Il giuramento

### Trama
Ora che Claire può controllare il Bastone dell'Ombra, la squadra usa il suo potere per salvare Arrrgh, rapito durante la sua missione di spionaggio. Salvato il troll, trovano un antico Vortice. Jim rompe il suo amuleto per alimentare il vortice, che li conduce alla tomba di Merlino. Qui
Draal viene liberato dal controllo di Gunmar poiché nessuna magia può funzionare nella tomba di Merlino.  Dopo uno scontro, Gunmar ruba il Bastone di Avalon dalla tomba, provocando il crollo dell'intera struttura, dunque lui e Angor Rot fuggono, dopo che Angor uccide Draal.

## Per la gloria di Merlino

### Trama
Un Merlino appena svegliato mostra a Jim e ai suoi amici cosa è realmente accaduto nella battaglia di Killahead, Gunmar ed Angor Rot pianificano di risvegliare Morgana usando il Bastone di Avalon.

## In buone mani

### Trama
Gunmar cerca di usare il Bastone di Avalon per risvegliare Morgana, ma si rende conto che l'incantesimo può essere lanciato solo da un mutante. Nel frattempo, Merlino vuole che Jim, Claire e Toby raccolgano tre oggetti misteriosi mentre Blinky e Aarrrgh ne cercano altri. A scuola, Jim e Toby entrano nel vecchio ufficio di Strickler per prendere la conchiglia di Antramonstrum, ma quando il Señor Uhl entra nel suo ufficio, Jim cerca di distrarlo mentre Toby fugge con la conchiglia. Vedendo che Jim ha perso innumerevoli giorni di scuola, Uhl dà a Jim il compito di mostrare ai nuovi studenti, i fratelli Aja e Krel Tarron, la città di Arcadia. Al museo, la regina Usurna cerca di convincere Nomura a pronunciare l'incantesimo del bastone ma lei rifiuta e scappa. Dopo aver preso le ossa dai mutaforma dell'Ordine di Giano Aja e Krel si offrono di aiutare Jim e i suoi amici a ottenere un fulmine in bottiglia, dunque usano la sua Spada di Luce come conduttore. Preoccupati per Nomura, Strickler e Barbara vanno al museo per trovarla, ma vengono attaccati da Gumm-Gumm e catturati da Usurna. Jim, Claire e Toby tornano a casa di Jim dove Merlino mostra di aver creato armature sia per Toby che per Claire. Quindi rivela a Jim, Claire, Toby, Blinky e Aarrrgh che non è qui per fermare Gunmar ma per uccidere Morgana, lasciando uno shock su ciascuna delle facce dei Trollhunters.
Nota: questo episodio presenta i fratelli Tarron, protagonisti di 3 in mezzo a noi: I racconti di Arcadia.

## Una casa divisa

### Trama
Merlino ha un piano per andare in guerra, ma è una scelta di Jim da fare. Blinky e Aarrrgh cercano alleati. Dopo che Gatto si rifiuta di unirsi a loro, vengono catturati dai Quagawampa e dai Krubera di Usurna. Gunmar usa Barbara per ottenere ciò che vuole da Strickler e risveglia Morgana. Jim si immerge nella pozione di Merlino composta dagli ingredienti che lui, Toby, Claire, Aja e Krel hanno raccolto per diventare un troll.

## Cacciatori di Jim

### Trama
Un Jim versione troll riprende il suo addestramento da Trollhunter ma fatica ad accettare la sua nuova realtà. Blinky e Aarrrgh convincono i Quagawampa e i Krubera a unirsi a loro e a uccidere la regina Usurna. Gunmar e Morgana radunano le truppe per la battaglia finale dopo che Morgana distrugge metà dell'esercito per il suo incantesimo. Lei inizia la Notte Eterna.

## Il cavaliere eterno (Parte 1)

### Trama
Ad Arcadia, si tiene la Battaglia delle Band, mentre Gunmar prepara il suo esercito di Gumm-Gumm per un attacco ad Arcadia, e la squadra forma un piano a casa di Jim per porre fine alla minaccia di Morgana. Merlino e Aarrrgh vanno al Mercato dei troll per fermare Morgana mentre il resto della squadra avverte la città del pericolo imminente e Jim aspetta a casa sua il tramonto. Quando la Notte Eterna è finalmente iniziata, coprendo Arcadia nell'ombra, Merlino e Aarrrgh arrivano al Mercato dei troll per combattere Morgana, ma Merlino scopre che i suoi poteri sono stati prosciugati dal Bastone di Avalon. Ad Arcadia, Jim arriva e la squadra con l'esercito dei troll del Mercato inizia a combattere i Gumm-Gumm. Durante la battaglia, arrivano Gunmar e Angor Rot e Jim, appena trasformato, scatena la sua furia contro di loro in una resa dei conti finale.

## Il cavaliere eterno (Parte 2)

### Trama
Nel mezzo della Notte Eterna, con il quasi sconfitto Merlino che lotta per fermare la potente Morgana e Jim che combatte contro Gunmar e Angor Rot, la squadra combatte ancora i Gumm-Gumm ad Arcadia. Jim viene bloccato da Angor Rot prima di ricordargli la sua vita passata. Sconvolto nel rendersi conto di cosa è diventato, Angor scappa. Jim intanto è quasi sconfitto e sta per essere controllato dalla Spada delle Anime di Gunmar, ma grazie al suo amuleto, Jim resiste al potere di Gunmar, quindi alla fine lo colpisce con un colpo finale, distruggendo lui e tutti i suoi Gumm-Gumm ad Arcadia. Ma la Notte Eterna è ancora in corso e Morgana arriva per combattere i Trollhunters, che non possono competere con lei. Angor Rot ritorna in battaglia per aiutare Jim a sconfiggere Morgana, ma Morgana non può essere uccisa dalla Spada dell'Eclissi di Jim, che frantuma, prima di cercare di distruggere la squadra. Angor si sacrifica per spingere Morgana in un portale creato da Claire con il Bastone dell'Ombra, ma Morgana trascina Claire con lei nel portale. Claire cerca di scappare da Morgana, lanciando il Bastone dell'Ombra affinché Toby usi il suo martello da guerra per distruggerlo, liberando Claire e imprigionando Morgana. Il ferito Merlino si risveglia e usa il Bastone di Avalon per porre fine alla Notte Eterna. La Heartstone del Mercato dei troll è ora distrutta, quindi Jim, Merlino e i troll iniziano a viaggiare nel New Jersey dove si trova un'altra Heartstone.  Al tramonto, Jim, Claire, Merlino e i troll iniziano il loro lungo viaggio lasciando Arcadia alla protezione di Toby, Aarrrgh, Gnomo Chompsky, Barbara e Strickler.
Nota: alla fine dell'episodio, si sente il discorso fatto da Jim nel secondo episodio della serie, ("Divenire: Parte 2") e appare la scritta che spiega che questa serie è dedicata al defunto Anton Yelchin (il doppiatore originale di Jim).